# Хомяков, Владимир Викторович
Влади́мир Ви́кторович Хомяко́в (2 марта 1960, Москва) — советский и российский органист, органный мастер Зала камерной и органной музыки «Родина» города Челябинска, солист Челябинской государственной филармонии, культурный и общественный деятель. Народный артист Российской Федерации (2010).

## Биография
Родился 02.03.1960 г. в Москве. В 1984 окончил Одесскую консерваторию по классам фортепиано у профессора Л. Н. Гинзбурга, ученицы Г. Г. Нейгауза и органа у доцента В. Л. Рубахи. Студентом был приглашен в качестве солиста в Ансамбль старинной музыки Одесской филармонии.
В 1986 изучал искусство органостроения у Г. Далманиса, главного органного мастера Домского концертного зала в Риге. В 1987 участвовал в монтаже органа в здании Челябинского органного зала на Алом Поле.
С этого же года работает солистом-органистом и органным мастером Челябинской филармонии. С 1992 является артистическим директором Челябинских органных фестивалей.
В 1999 проходил стажировку в органостроительной фирме «Hermann Eule» в качестве органного мастера.
Один из основателей ассоциации «Новое органное движение». Ведет активную концертную деятельность, — свыше 50 концертов в год. Выступал с сольными концертами в большинстве органных залов бывшего СССР, а также в Германии, Швейцарии, Голландии, Дании и Финляндии. Работает в ансамблями с вокалистами, инструменталистами, хоровыми коллективами и оркестрами.
Дважды был участником Летней органной академии в Хаарлеме (Голландия), совершенствовался на многих мастер-классах у ведущих органистов Западной Европы: П. Кее, Х. Фогеля, Х. Фагиуса, Г. Бове, Л. Ломанна, Й. Лауквика, П. Планявски, К. Юссила и других.
Репертуар Владимира Хомякова обширен и разнообразен, помимо органной классики включает произведения современных авторов. Известны и популярны органные транскрипции Хомякова музыки русских композиторов, например «Ночь на Лысой горе» М. П. Мусоргского, «Наваждение» С. С. Прокофьева и др.
Участвует в концертах-экспериментах: выступал на Архангельском джазовом фестивале с квартетом В. Резицкого «Джаз архангел», в программах с валторнистом А. Шилклопером.

## Награды
- Заслуженный артист РФ (1997);
- I премия международного конкурса «Джаз на церковном органе» (Ганновер, 2001);
- Народный артист РФ (17 марта 2010) — за большие заслуги ви области искусства;
- Лауреат государственной премии Челябинской области в сфере культуры и искусства в 2020 году в номинации «музыкальное искусство» (10 декабря 2020)